# Airbus A310

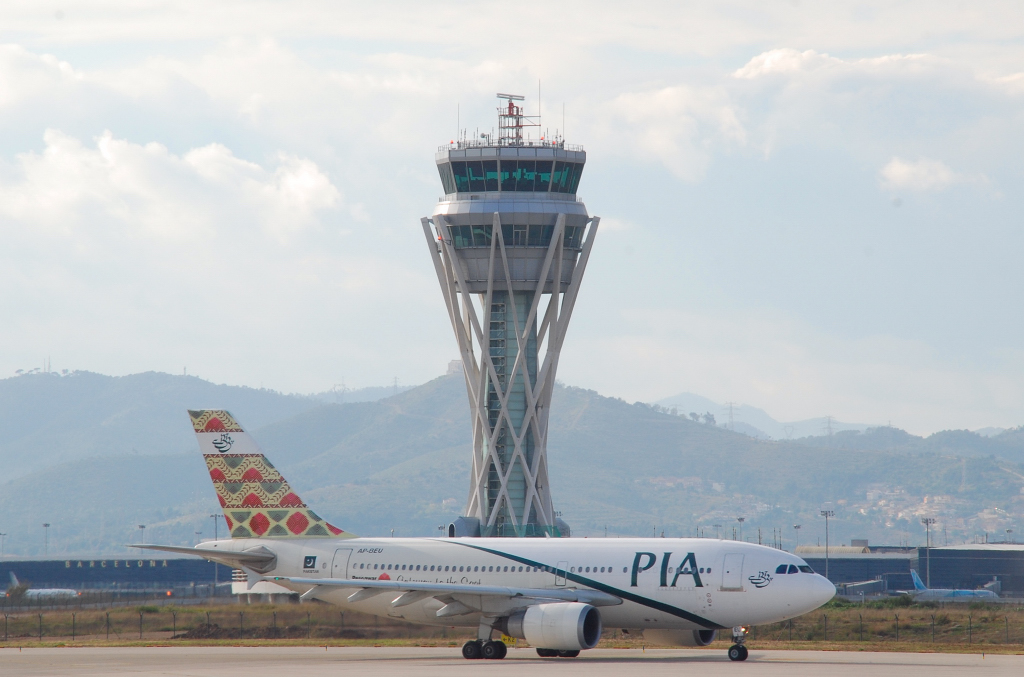
Airbus A310-300 Matrícula AP-BEU 'Peshawar' Primer vol de PIA a Barcelona des de Lahore. 2009-03-29

L'Airbus A310 és un avió de passatgers de dos motors fabricat per Airbus S.A.S. Va realitzar el primer vol el 3 d'abril del 1982. Dissenyat per tenir un abast més llarg que l'Airbus A300 i se'n van vendre 255 abans que se n'aturés la producció el 2007.

## Disseny i desenvolupament
El mes de juliol de 1978 Airbus va assolir el recolzament del govern francès i alemany per llençar un derivat del A300 amb una sèrie de modificacions. La nova versió, que ja estava projectada des de 1974 com A300B10, va arribar a la seva etapa de definició final a la fi de 1978 quan, el Regne Unit es va tornar a participar en el consorci Airbus, del que s'havia retirat el març de 1969 a causa de les poques comandes que es van rebre.
L'A310 va ser un disseny a partir de l'Airbus A300B10 amb el fuselatge més curt que l'A300 i una ala més aerodinàmica i eficient que va ser dissenyada i construïda per British Aerospace. Va ser configurat des d'un principi amb una cabina de comandament amb sistema electrònic d'instruments de vol per a dos tripulants. També es va fer una revisió de l'empenatge amb un pla de cua més petit i nous suports de piló per a les góndoles dels motors. Al primer model, optimitzat per menys passatgers en rutes més llargues, van seguir una sèrie de variants amb diferents motors i major abast. Alguns dels motors amb que es van muntar van ser el Pratt & Whitney JT9D, General Electric CF6 i Rolls Royce RB.211. L'últim dels dissenys del A310, portava un dipòsit addicional a la cua i tenia un abast de 8.300 km.

## Variants
- A310-100: Versió per a distàncies mitges.[1]
- A310-200: Primera versió del A310, va fer el seu primer vol el 3 d'abril de 1982 i va entrar en servei, primer a Lufthansa, en abril de 1983 i, poc després a Swissair.[3]
- A310-200C: Versió convertible en què els seients es poden retirar per a ser utilitzat com a avió de càrrega.
- A310-300: Versió d'abast superior que va volar per primer cop el juliol de 1985 amb Swissair. Aquesta versió incorporava aletes marginals per reduir la resistència i també un dipòsit addicional de compensació.[3]

## Entregues
En total es van fabricar 255 avions A310 entre el 1983 i el 1998. En aquestes es detallen les entregues realitzades per Airbus per any:
|           | total | 1998 | 1997 | 1996 | 1995 | 1994 | 1993 | 1992 | 1991 | 1990 | 1989 | 1988 | 1987 | 1986 | 1985 | 1984 | 1983 |
| --------- | ----- | ---- | ---- | ---- | ---- | ---- | ---- | ---- | ---- | ---- | ---- | ---- | ---- | ---- | ---- | ---- | ---- |
| entregues | 255   | 1    | 2    | 2    | 2    | 2    | 22   | 24   | 19   | 18   | 23   | 28   | 21   | 19   | 26   | 29   | 17   |

## Especificacions
| Font                      | A310-200                                               | A310-200F                                              | A310-300                             | A310-300F                            |
| ------------------------- | ------------------------------------------------------ | ------------------------------------------------------ | ------------------------------------ | ------------------------------------ |
| Tripulació de cabina      | Dos                                                    | Dos                                                    | Dos                                  | Dos                                  |
| Longitud                  | 46,66 m                                                | 46,66 m                                                | 46,66 m                              | 46,66 m                              |
| Altura                    | 15,8 m                                                 | 15,8 m                                                 | 15,8 m                               | 15,8 m                               |
| Envergadura alar          | 43,9 m                                                 | 43,9 m                                                 | 43,9 m                               | 43,9 m                               |
| Àrea alar                 | 219 m²                                                 | 219 m²                                                 | 219 m²                               | 219 m²                               |
| Angle en fletxa de l'ala  | 28°                                                    | 28°                                                    | 28°                                  | 28°                                  |
| Cross section             | 5,64 m                                                 | 5,64 m                                                 | 5,64 m                               | 5,64 m                               |
| Passatgers (2 classes)    | 240                                                    | 33t de càrrega                                         | 240                                  | 33 t de càrrega                      |
| Pes màxim a l'enlairament | 141.974 kg                                             | 141.974 kg                                             | 164.000 kg*                          | 164.000 kg*                          |
| Pes en buit               | 80.142 kg                                              | 72.400 kg                                              | 83.100 kg                            | 73.900 kg                            |
| Combustible màxim         | 55.200 L                                               | 55.200 L                                               | 75.470 L                             | 75.470 L                             |
| Velocitat de creuer       | 0,80 Mach (850 km/h)                                   | 0,80 Mach (850 km/h)                                   | 0,80 Mach (850 km/h)                 | 0,80 Mach (850 km/h)                 |
| Velocitat màxima          | 0,84 (901 km/h)                                        | 0,84 (901 km/h)                                        | 0,84 (901 km/h)                      | 0,84 (901 km/h)                      |
| Sostre de servei          | 12.500 m (41.000 peus)                                 | 12.500 m (41.000 peus)                                 | 12.500 m (41.000 peus)               | 12.500 m (41.000 peus)               |
| Empenta (×2)              | 220 kN a 237 kN                                        | 220 kN a 237 kN                                        | 250 kN a 260 kN                      | 250 kN a 260 kN                      |
| Motors                    | Pratt & Whitney JT9D-7R4 o General Electric CF6-80C2A2 | Pratt & Whitney JT9D-7R4 o General Electric CF6-80C2A2 | Pratt & Whitney PW4156A o CF6-80C2A8 | Pratt & Whitney PW4156A o CF6-80C2A8 |
| Abast                     | 6.800 km (3.670 milla nàutica) Transcontinental        | 5.550 km                                               | 9.600 km (5.200 mn) Transatlàntic    | 7.330 km                             |

* 157.000 kg és el pes normal per la versió 300 amb opció fins a 164.000 kg.